# Грайворонський повіт
Грайворонский повіт — адміністративно-територіальна одиниця Курської губернії в складі  Російської імперії. У квітні-грудні 1918 році входив до складу України потім перейшов до складу РРФСР. Повітове місто — Грайворон.
Повіт був створений в 1838 рік на основі Хотмижського повіту. У 1928 році повіт було скасовано.

## Історія
Слобода Грайворон була заснована 5 серпня 1678 році, як сотенний центр Охтирського слобідського козацького полку українськими козаками (черкасами) переселенцями з Правобережної України біля устя річки Грайворонка.
Після ліквідації у 1765 році урядом Російської імперії полкового устрою в Слобідській Україні Охтирський полк був реорганізований в Охтирський гусарський полк імперської армії, а його територія ввійшла до складу Слобідсько-Української губернії. Грайворон стає казенною слободою.  
1780 року було створено Хотмижський повіт у Харківському намісництві з колишнього Хотмижського повіту Бєлгородської губернії та кількох населених пунктів Краснопільського повіту Миропільського комісарства Сумської провінції Слобідсько-Української губернії. Грайворон входив до складу Хотмижського повіту. Адміністративним центром повіту був місто  Хотмижськ. 
В 1838 році центр повіту був перенесений в Грайворон, а повіт став називатися Грайворонським. Хотмижськ став позаштатним містом Грайворонського повіту Курської губернії і залишався таким аж до середини 20-х років XX століття.

### В складі Української держави (1918)
З квітня 1918 року до кінця року місто Грайворон і територія повіту входили до складу Української Держави, після повалення уряду гетьмана Павла Скоропадського місцевість увійшла до складу Української Народної Республіки. Повіт окупований частинами Червоної Армії в грудні 1918 року. 3 січня 1919 року в Харкові переданий РРФСР.

### В складі Півдня Росії (1919)
У червні 1919 року місто територія повіту були повністю зайняті Добровольчою армією Май-Маєвського і увійшла до складу Харківської області Півдня Росії(утворено 25 червня 1919 року) . 
У грудні 1919 року Перша кінна армія Будьонного витіснила війська ЗСПР і поновила радянську владу.

### Радянський період (1919-1928)

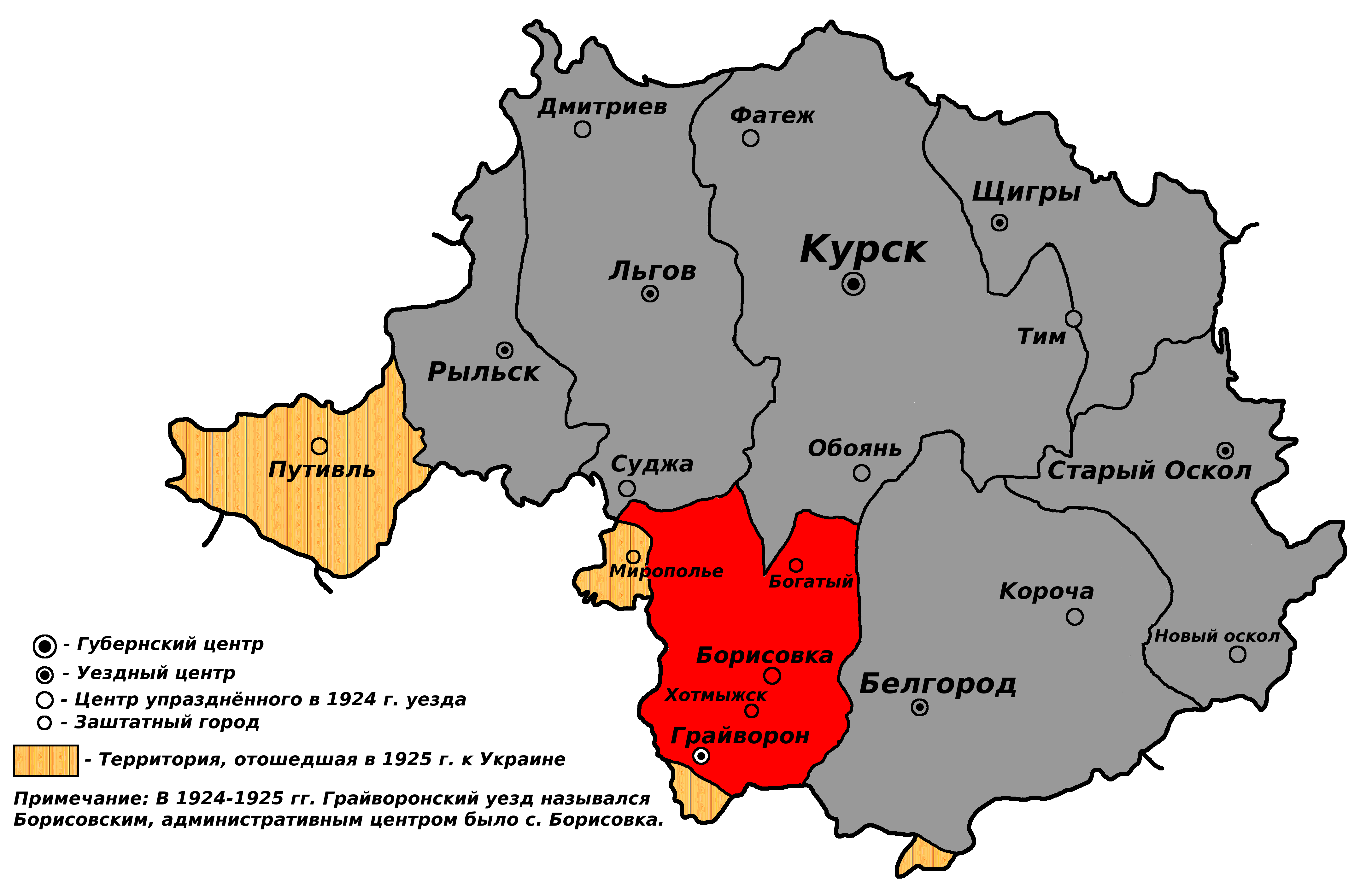
Грайворонский повіт у складі Курської губернії РРФСР (1925-1928 рр.)

У період між 1918 і 1924 роками багаторазово змінювався склад і назви волостей і сільрад які були у складі повіту.
За постановою Президії ВЦВК від 12 травня 1924 року Грайворонский повіт як адміністративно-територіальна одиниця було ліквідовано, а його територія увійшла до складу новоствореного Борисівського повіту Курської губернії з адміністративним центром у селі Борисівці. До складу Борисівського повіту також увійшли частини скасованих Обоянського і Суджанського повітів.
1 червня 1925 року центр повіту було повернено до Грайворону, повіт знову отримав назву «Грайворонський».
16 жовтня 1925 року невеликі частини Грайворонського повіту, зокрема Криничанська волость і місто Миропілля, було повернено УРСР.
В 1928 році Грайворонский повіт було скасовано у зв'язку з переходом СРСР з губернського на обласний розподіл. Грайворонский і Бєлгородський повіти були об'єднані і утворивши Бєлгородську округу, яка увійшла до складу Центрально-Чорноземної області. Бєлгородська округа поділялася на 14 районів, одним з новостворених районів став Грайворонський район.